# Ray Ostwald
Ray Ostwald (* 1971 in Appleton, Wisconsin) ist ein US-amerikanischer Dirigent, Komponist und Geiger.
Ostwald studierte Mathematik, Musikerziehung und Violine an der Lawrence University in Appleton. Den Mastergrad erwarb er an der University of Wisconsin–Madison, wo er auch unterrichtete und als Gastdirigent des Kammerorchesters, des Sinfonieorchesters, des Streichorchesters und der Universitätsband wirkte. Er trat dann als Dirigent im Mittleren Westen der USA, in Deutschland, Österreich, Frankreich, Italien und Jamaika auf. 1996 dirigierte er das Nationalorchester von Ecuador und spielte mit dem belgischen Klarinettisten Johann Verhelst drei Uraufführungen von Werken amerikanischer Komponisten. Als Geiger war Ostwald neun Jahre lang Mitglied des Heidenheim Quartet. Er komponierte und arrangierte Werke u. a. für Streicher- und Bläserensembles.

## Quelle
- Alliance Publications - Ostwald, Ray

| Personendaten    | Personendaten                                    |
| ---------------- | ------------------------------------------------ |
| NAME             | Ostwald, Ray                                     |
| KURZBESCHREIBUNG | US-amerikanischer Dirigent, Komponist und Geiger |
| GEBURTSDATUM     | 1971                                             |
| GEBURTSORT       | Appleton, Wisconsin                              |